# André Abegglen
André Abegglen (7. března 1909, Neuchâtel – 8. listopadu 1944, Curych) byl švýcarský fotbalový útočník. Hrál za Grasshopper Club Zürich, francouzský Sochaux-Montbéliard či Servette Ženeva.
Hrál na MS 1934 a 1938.
Jeho bratři Max Abegglen a Jean Abegglen byli rovněž hráči švýcarského národního týmu.

## Hráčská kariéra
André Abegglen hrál útočníka za Grasshopper Club Zürich, Étoile Carouge FC, Cantonal Neuchâtel, Sochaux, Servette FC a FC La Chaux-de-Fonds.
V Socheaux se stal roku 1935 králem střelců francouzské ligy s 30 góly.
Abbeglen hrál na mistrovství světa v roce 1934, kde vstřelil jeden gól, a na mistrovství světa v roce 1938, kde vstřelil hattrick v odvetném zápase prvního kola proti Německu, který vyhrálo Švýcarsko 4:2. Celkově za švýcarský tým nastřílel 29 gólů v 52 zápasech.

## Trenérská kariéra
Ve svých posledních hráčských štacích v Servette FC a FC La Chaux-de-Fonds dělal zároveň i trenéra.

## Úspěchy

### Klub
Grasshopper
- Švýcarská liga (2): 1927, 1931

Sochaux
- Francouzská liga (2): 1935, 1938
- Francouzský pohár (1): 1937

Servette
- Švýcarská liga (1): 1940

### Individuální
- Král střelců francouzské ligy (1): 1935